# Sostre (aeronàutica)
En aeronàutica, un sostre és l'altitud màxima a la qual pot volar una aeronau, sia per limitacions legals (sostre de servei) o aerodinàmiques (sostre absolut). El sostre no es troba a la mateixa altitud per a totes les aeronaus, sinó que depèn de la seva càrrega alar i la potència dels seus motors. L'existència del sostre de vol és deguda a les lleis de l'aerodinàmica: com menys dens és el fluid en el qual evoluciona una aeronau, més alta és la velocitat necessària per mantenir-se a la mateixa altitud o continuar ascendint. El sostre absolut marca aquell punt en el qual l'aeronau ja no pot desplaçar-se més ràpidament, fins i tot amb els motors funcionant a màxima potència, per guanyar altitud. El sostre de servei, en canvi, és un concepte legal que imposa als avions un marge de seguretat respecte al sostre absolut.